# Braune Feuchtwieseneule

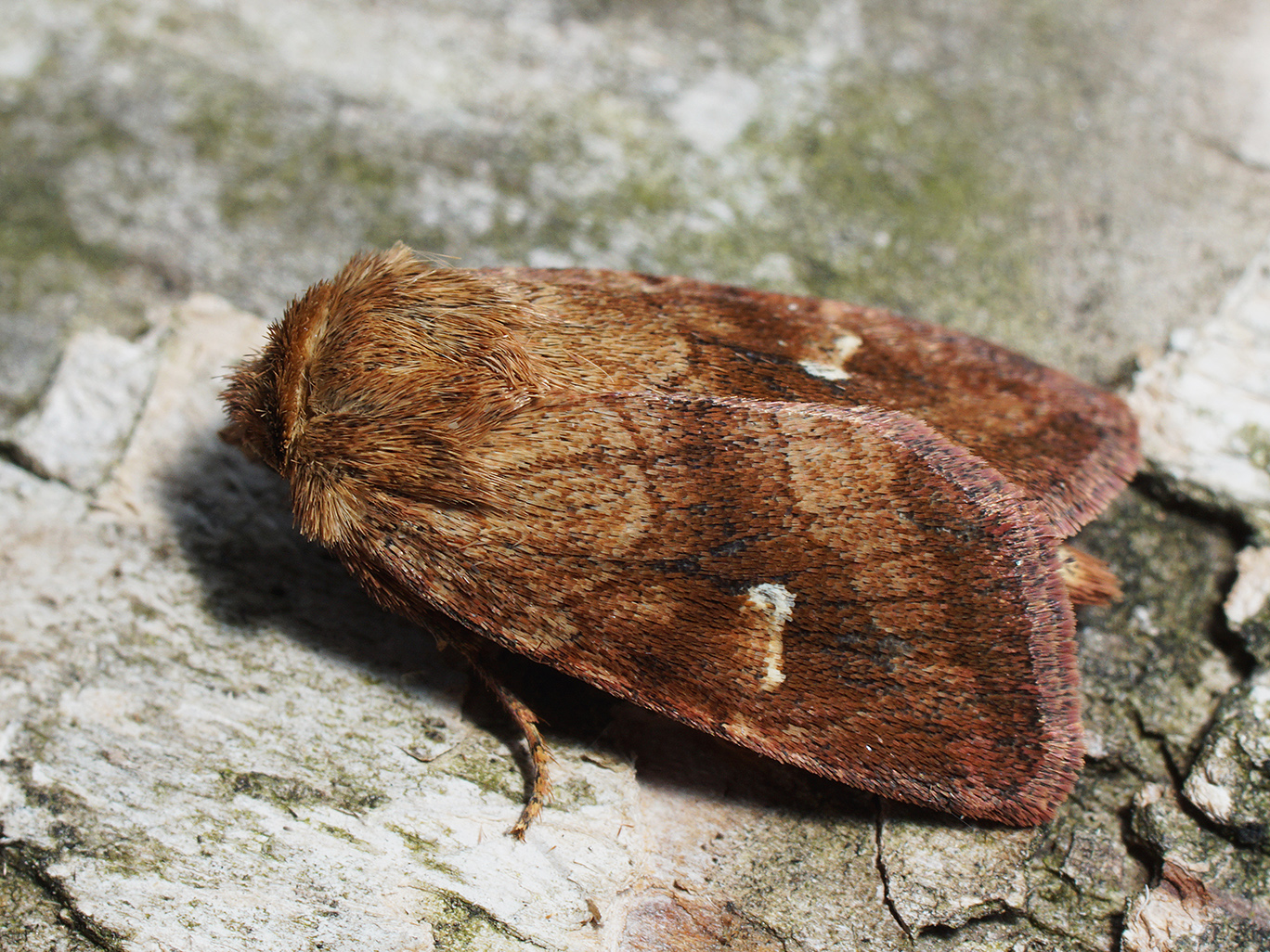
Weibchen

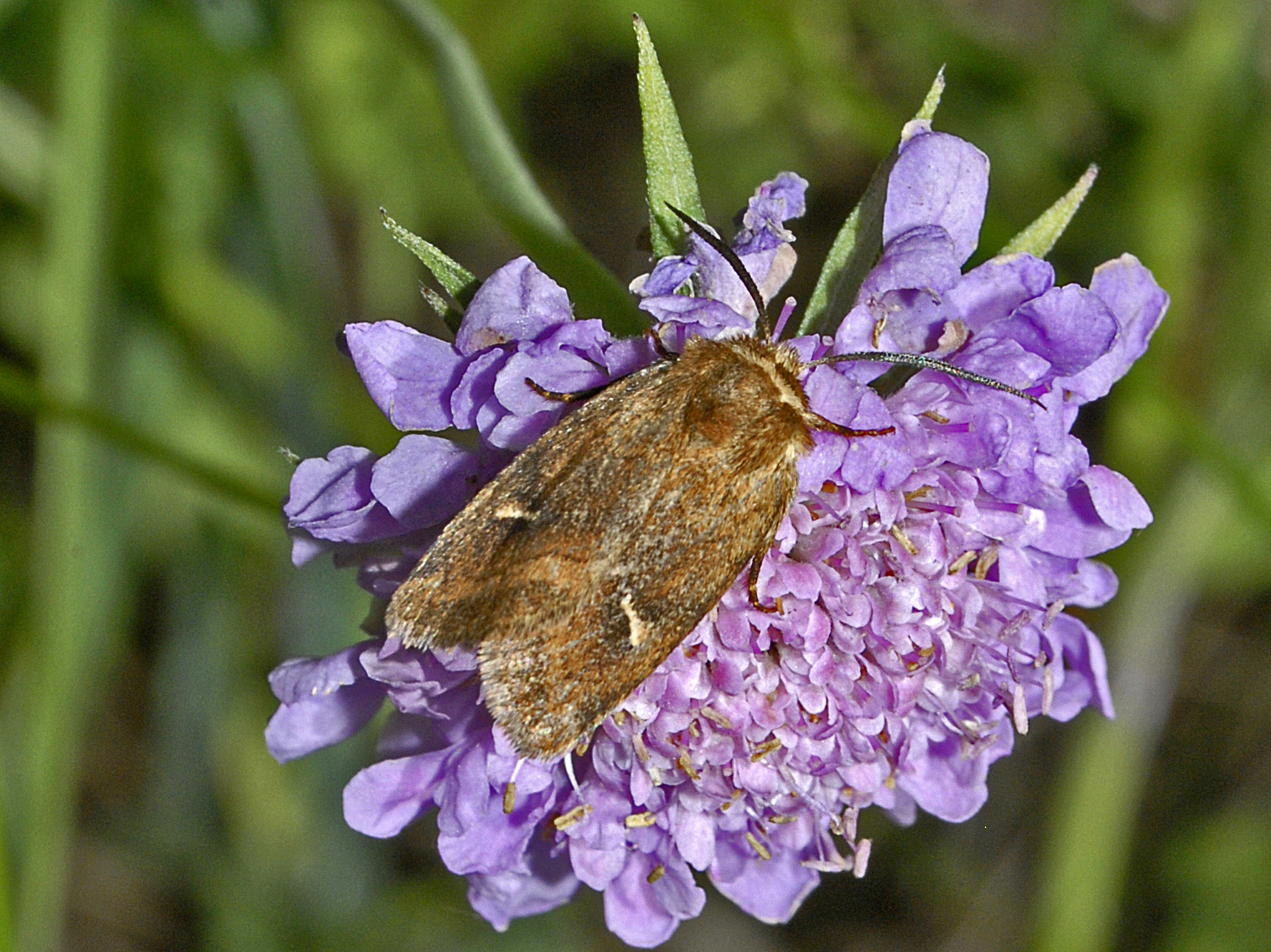
Falter beim Saugen an einer Acker-Witwenblumen-Blüte

Die Braune Feuchtwieseneule (Eriopygodes imbecilla), zuweilen auch als Braune Berggraseule bezeichnet, ist ein Schmetterling (Nachtfalter) aus der Familie der Eulenfalter (Noctuidae). Die Art ist in der Literatur zuweilen unter dem Namen Lasionycta imbecilla zu finden. Der Artname leitet sich von dem lateinischen Wort imbecillus mit der Bedeutung „schwächlich“ ab und dürfte sich auf die geringe Größe der Falter beziehen.

## Merkmale

### Falter
Die Falter erreichen eine Flügelspannweite von 23 bis 29 Millimetern. Die Farbe der Vorderflügeloberseite variiert von graugelb über lehmgelb bis hin zu rostbraun. Die Weibchen tendieren meist zu etwas dunkleren rotbraunen Färbungen. Das leicht verdunkelte Mittelfeld wird von einer rotbraunen, gewellten inneren sowie einer schwarzbraunen, stark bogenförmig verlaufenden äußeren Querlinie begrenzt. Die Nierenmakel sind Richtung Innen- bzw. Außenrand meist weißlich gefüllt. Die Hinterflügeloberseite ist zeichnungslos dunkel graubraun. Die Fühler der Männchen sind stark, bei den Weibchen schwach sägezähnig.

### Ei
Das Ei ist kugelig, zeigt eine abgeflachte Basis und ist deutlich gerippt. Es hat eine gelblich weiße Farbe. Unmittelbar vor dem Schlüpfen der Raupen nimmt die obere Hälfte eine karminrote Farbe an.

### Raupe
Ausgewachsene Raupen haben eine rötlich graue bis hellbraune Grundfarbe. Die schmale helle Rückenlinie wird von ovalen dunkelbraunen Flecken umschlossen. Die Seitenlinien sind hellgrau. Über den dunklen Stigmen heben sich sehr kleine schwarze Punkte ab.

### Ähnliche Arten
Die Dunkle Waldschatteneule (Rusina ferruginea) ist größer, im Gesamterscheinungsbild dunkler gefärbt und weniger markant gezeichnet. Die Querlinien auf der Vorderflügeloberseite sind gezähnt. Die Fühler der Männchen sind beidseitig stark gekämmt.

## Verbreitung und Lebensraum
Die Art ist in Europa lokal verbreitet und kommt bevorzugt in bergigen und gebirgigen Gegenden vor. Die Verbreitung in östlicher Richtung reicht bis Innerasien. Die Braune Feuchtwieseneule ist in erster Linie auf feuchten Wiesen, Hängen und Lehnen sowie auf Hochmooren anzutreffen.

## Lebensweise
Die Falter sind sowohl tag- als auch nachtaktiv. Im Sonnenschein saugen sie gerne an Blüten und besuchen nachts künstliche Lichtquellen. Sie fliegen in einer Generation zwischen den Monaten Mai und Juli. Vereinzelt wurden Falter im Hochgebirge auch noch im August beobachtet. Die Raupen leben ab Juli, überwintern und verpuppen sich im Mai des folgenden Jahres. Sie ernähren sich von den Blättern niedriger Pflanzen, beispielsweise von Heidelbeere (Vaccinium myrtillus), Harzer Labkraut (Galium saxatile) sowie von Witwenblumen (Knautia) oder Taubnesseln (Lamium).